# Афонський пройдисвіт
«Афонський пройдисвіт» — соціально-побутове оповідання антиклерикального спрямування українського автора Івана Нечуя-Левицького. Уперше надруковане 1890 року в місті Львові.

## Персонажі
Христофор Хрисанфович Копронідос (Кіпра) — аферист, що видає себе за багатого купця.
Палладій (Павел Андрієвський) — чернець, священник-аристократ, пішов у монастир, щоб стати ігуменом або архімандритом.
Ісакій — чернець, походить із сільської парафії.
Єремія — чернець, у минулому був шевцем.
Тарасій — чернець, у минулому москаль.
Мелетія — жінка з Подолу, грає роль «дружини» Копронідоса.
Гликерія — дівчина-повія, грає роль «зовиці» Копронідоса.

## Сюжет
Грек Христофор Хрисанфович Копронідос, що затесався до гурту священників, був справжнім пройдисвітом. Він, представляючися прочанином з Афону, дурив селян, продаючи їм ніби священні камінці, образи, хрестики і воду. Тепер аферисту забажалося «більшої риби» — його зацікавили київські благочестиві отці, що служили при лаврських монастирях чорноризцями, — Палладій, Ісакій, Єремія та Тарасій.
Обдуривши монахів, Копронідос втерся в довіру отців, став їхнім «таємним агентом», що постачав священникам усяке добро, заборонене ченцям християнською релігією (алкоголь, різні наїдки тощо). Спокусивши священників отриманням великого прибутку, він у кожного з них взяв в позику гроші і обіцяв повернути з процентом.
Ієромонахи помітили, що купець перестав відвідувати і жертвувати на церкву. Коли ж настав час повертати гроші, Копронідос кожному відмовив у виплаті, погрожуючи різними видами розправи (Палладію він погрожував розповісти усе ігумену чи митрополиту — і той не зможе отримати вищу посаду). Коли о.Тарасій прийшов забирати борг, то купець утік. Чернець дізнався, що за пашпортом прізвище афериста Кіпра, а не Копронідос. До того ж він не купець, а звичайний крамар.

## Історія
Уперше оповідання надруковане в журналі «Правда» (м. Львів) у 1890 році. Лише у 1911 році опубліковане в Києві у збірці «Нові повісті й оповідання» (том 8). Це пов'язано з тим, що в Російській імперії діяла заборона на друк творів українською мовою.
Батько письменника був священником і готував Іванові ту саму долю. Тож ще в дитячі й юнацькі роки Іван Нечуй-Левицький спостерігав побут старосвітських попів, їхні звичаї, вдачу, стосунки з селянами, чиновниками та дворянами. Перебування в задушливій атмосфері бурси і в семінарії збудило антиклерикальні настрої молодого автора. І в ці роки, і згодом у Києві, в Стеблеві, в Трушках письменник з властивою йому спостережливістю помічав подробиці зовнішнього вигляду, поведінки й мови численних «батюшок», «паніматок», дячків, ченців, спостерігав характерні постаті богомольців, старців та юродивих.

## Критика
«Афонський пройдисвіт» — це гостра соціальна сатира. Автор різко негативно ставиться до «чорної зграї» лаврських ченців, виявляє лицемірство й кар’єризм Палладія, лихварство Єремії й Ісакія, розбещеність франтуватого Тарасія.
Задум твору зв’язаний з поемою «Мертві душі» (через анекдотичний випадок – аферу спритного шахрая). Звичайно, і типи й оточення у Нечуя-Левицького цілком своєрідні і не мають прямих аналогій у творчості Гоголя. Проте деякі характеристики й ситуації загальним тоном і гумористичними засобами наближені до гоголівського твору. Порівняльний портрет ченців Єремії й Ісакія за своєю побудовою нагадує відому паралельну характеристику гоголівських Івана Івановича й Івана Никифоровича.
Письменник охоче звертається до улюбленого засобу порівнянь і за допомогою їх створює яскраві комічні образи («баби й молодиці товпилися кругом отця Палладія, наче овечки кругом ясел з сіном»; «ченці з смаком випили разом, неначе москалі бахнули з рушниць по команді»; і створює сатирико-реалістичні портрети персонажів через засіб «оречевлення» негативних осіб (в «Афонському пройдисвіті» отець Єфремій – то «опеньок», то «карлючка», а отець Ісакій – «пастернак»).
Щоб підкреслити гендлярську грубість й неосвіченість ченців, Іван Нечуй-Левицький широко вводить у мову персонажів різні «знижені» слова в дусі народного просторіччя і прямі вульгаризми. Шахрай Копронідос, довідавшись, що його аферу викрито, нашвидкуруч ліквідує своє майно. Погляд його падає на рекламовані ним «єрусалимські святині»: «В кутку на столику перед образами лежала чимала каменюка, буцімто взята з гефсіманського саду. Копронідос узяв камінь і пожбурив його на вулицю…»
Деяку подібність твору Івана Нечуя-Левицького в описах патріархального побуту попівства знаходять у Анатолія Свидницького. Обидва письменники глибоко знали дійсність і прагнули до реалістичного її змалювання, до відтворення добре знаних типів в їх природному матеріальному й соціальному оточенні.

## Проблематика
В оповіданні «Афонський пройдисвіт» з їдкою сатирою Іван Нечуй-Левицький розкрив внутрішній світ київських ченців. Він показав всю гнилизну чернечої моралі, зірвав лицемірну маску із монастирських святенників, які більше грішили, ніж прості прихожани. У такій поведінці покликаних служити Богові автор бачить причину розповсюдження гріха на землі серед звичайних людей.
Очевидно, що письменник показав, що житейська суєта, прагнення нагромадження грошей не поминули не лише панотців, а навіть монахів. Він сміливо викриває лицемірство, грошолюбство, аморальність, кар’єризм на прикладі долі чотирьох отців — Палладія, Ісакія, Єремії і Тарасія. Незважаючи на те, що священники стали жертвами шахрайства, Нечуй-Левицький ставить їх і пройдисвіта Копронідоса поряд. Водночас він не засуджує і не виправдовує героїв. Це право письменник (наратор) надає читачеві. Можемо стверджувати, що в оповіданні «Афонський пройдисвіт» власне п'ять пройдисвітів, а не один Копронідос. Але з єдиною відмінністю: якщо шахрайство Копронідоса розкривається перед читачем відразу, то в лицемірних ченців воно приховане за зовнішньою святобожістю. А лицемірство виявляється не лише в споживанні міцних пуншів, вина та горілки, тобто того, за що вони судили «гріховний світ», а й у прихованій зацікавленості процентами на позичені гроші.